# Fujiwara no Asatada
En aquest nom japonès, el cognom és Fujiwara.
Fujiwara no Asatada - en japonès; 藤原 朝忠 - (910 - 19 de gener de 967), també conegut com a Chūnagon Asatada (中納言朝忠) va ser un noble i poeta de yamato-uta japonès a mitjan era Heian. Va ser designat membre dels trenta-sis poetes immortals i un dels seus poemes va ser inclòs en la famosa antologia Hyakunin Isshu.
Els poemes d'Asatada foren inclosos en l'antologia de poesies Gosen Wakashū. També es conserva actualment una col·lecció personal coneguda com a Asatadashū.